# Relaciones Georgia-Perú
Las relaciones Georgia-Perú son las relaciones bilaterales entre Georgia y Perú. Ambos países son miembros de las Naciones Unidas y de la Alianza del Pacífico, siendo Georgia un observador de esta última.

## Historia
Las relaciones se establecieron formalmente el 14 de enero de 2010.Delegaciones de ambos países visitaron Lima y Tiflis en octubre y noviembre del mismo año, respectivamente, y al año siguiente el presidente georgiano, Mikheil Saakashvili, asistió a la toma de posesión del presidente peruano Ollanta Humala como parte de una visita oficial.En 2018 se firmó un acuerdo de cooperación para fortalecer las políticas de competencia.
Perú abrió una embajada en Azerbaiyán el 2 de agosto de 2017, simultáneamente con Georgia.Tras su cierre en 2020, la embajada en Turquía volvió a ser acreditada y el 23 de agosto de 2018 se inauguró un consulado honorario en Tiflis el 23 de agosto de 2018.

### Relaciones subnacionales
Después de la guerra ruso-georgiana de agosto de 2008, el gobierno ruso inició una campaña diplomática encaminada al reconocimiento internacional de Abjasia y Osetia del Sur, cuya independencia se consolidó gracias al conflicto.Respecto de Perú, la prensa rusa y la oposición peruana establecieron paralelismos con el reconocimiento de la declaración de independencia de Kosovo de Serbia el 22 de febrero del mismo año.
En 2009, el líder del Partido Nacionalista Peruano, Ollanta Humala, presentó una moción al Congreso peruano para reconocer diplomáticamente a los países en disputa. Al final el tema no se discutió.[cita requerida] En cambio, Perú reconoció implícitamente la integridad territorial de Georgia (con quien aún no se habían establecido relaciones), ya que el país se abstuvo sistemáticamente de votar sobre el tema en la Asamblea General de las Naciones Unidas.con excepción de un caso en el que se votó a favor de la cooperación con Georgia en relación con la situación humanitaria en ambas regiones.

## Visitas de alto nivel
Visitas de alto nivel de Georgia a Perú
- Presidente Mikheil Saakashvili (2011)[13]

## Comercio
En 2021, las exportaciones georgianas se valoraron en 13,9 millones de dólares EE. UU., mientras que las importaciones se valoraron en 500 mil dólares EE. UU.En comparación, en 2012 las exportaciones e importaciones georgianas alcanzaron un valor de 2,2 millones de dólares.

## Misiones diplomáticas
- Georgia está acreditada a Perú desde su embajada en Brasilía.
- Perú esta acreditada a Georgia desde su embajada en Ankara y tiene un consulado honorario en Tiflis.